# Шенеберг (Альтенкірхен)
Шенеберг (нім. Schöneberg) — громада в Німеччині, розташована в землі Рейнланд-Пфальц. Входить до складу району Альтенкірхен. Складова частина об'єднання громад Альтенкірхен.
Площа — 3,20 км2. Населення становить 418 ос. (станом на 31 грудня 2020).

## Галерея

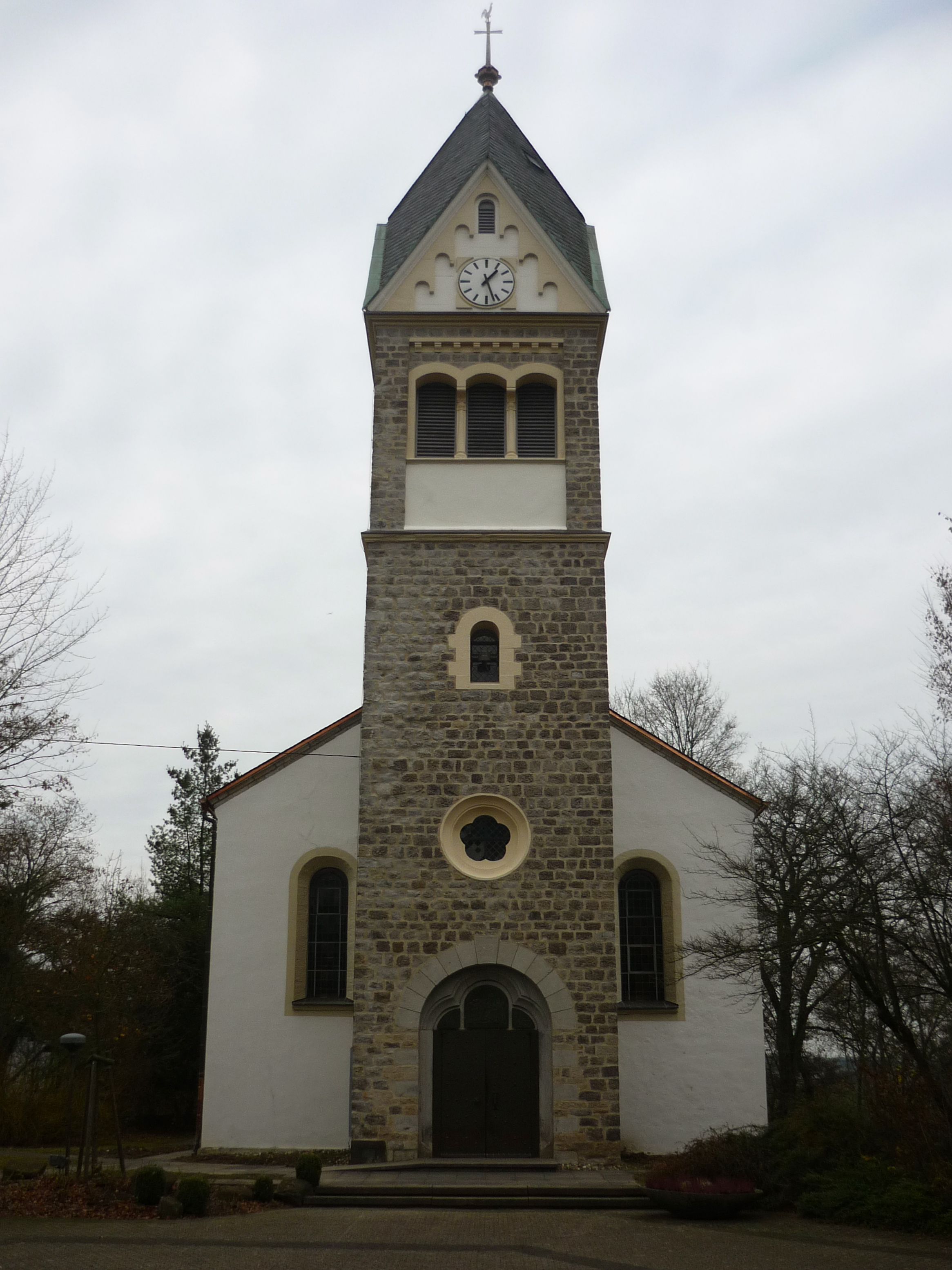
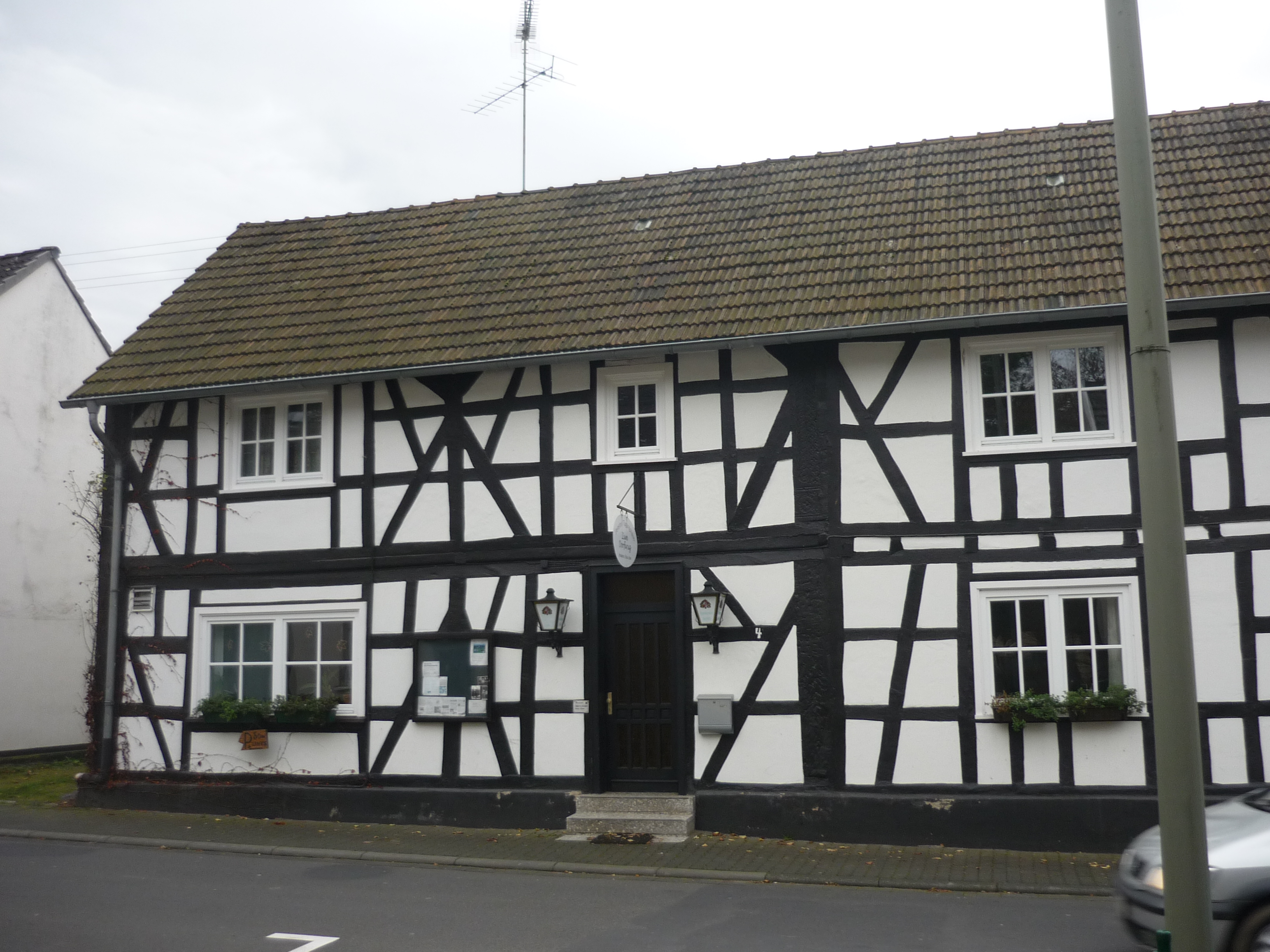